# Marcus Furius Camillus (consul)
Marcus Furius Camillus (ca.26 v.Chr. - ca.18 na Chr.) niet te verwarren met zijn naamgenoot dictator Marcus Furius Camillus, was samen met Sextus Nonius Quinctilianus consul in het jaar 8 na Chr. Hij behoorde tot de gens Furia en was een persoonlijke vriend van keizer Tiberius.

## Levensloop
Na het doorlopen van de voorgeschreven stappen in de cursus honorum, quaestor (1 v. Chr.), aedile (2 na Chr.), praetor (5 na Chr), prefect van een kleine Romeinse provincie tot hij in 8 na Chr. verkozen werd tot consul.
In 17 na Chr. werd hij aangesteld tot proconsul van de Romeinse provincie Africa, waar hij te maken had met de opstandige rebellenleider Tacfarinas. Een jaar later keerde hij naar Rome terug.
Hij was de vader van Livia Medullina Camilla, de tweede verloofde van de toekomstige keizer Claudius I en van Lucius Arruntius Camillus Scribonianus, consul in het jaar 32.